# 1933 Tinchen
Az 1933 Tinchen (ideiglenes jelöléssel 1972 AC) a Naprendszer kisbolygóövében található aszteroida. Luboš Kohoutek fedezte fel 1972. január 14-én.